# 三元镇 (丰都县)
三元镇是中国重庆市丰都县下辖的一个镇。

## 行政区划
三元镇辖10个行政村。
- 村：梯子河村、麻柳村、滩山坝村、洞井塘村、庙坝村、罗家场村、大城寨村、邓教坪村、何家坝村、青杠桠村